# Amandus John
Amandus John OSB (uváděn také jako Amand, 5. listopadu 1867 v Chřibské jako Josef John – 5. července 1942, Melk, Dolní Rakousy) byl rakouský benediktin a politik českého původu. Od roku 1909 až do své smrti byl 63. opatem melckého kláštera a v letech 1912–1915 poslancem dolnorakouského zemského sněmu.

## Život
Josef John se narodil v roce 1867 v severočeské obci Chřibská. V roce 1887 vstoupil do benediktinského kláštera v Melku, kde byl v roce 1892 vysvěcen na kněze. V letech 1892–1909 působil jako farář v různých klášterních farnostech. Po smrti opata Alexandra Karla v roce 1909 byl klášterním konventem zvolen jeho nástupcem. 
Za jeho působení došlo k modernizaci kláštera (instalace vodovodu pitné a užitkové vody, kanalizace, elektrárny a hospodářských budov), obnovil farní kostely v obcích po celém Dolním Rakousku (Fahrndorf, Weikendorf, Rohrendorf, Albersdorf a Matzersdorf), nechal postavit nový kostel Gillenbergu a racionalizoval statky ve vlastnictví kláštera. Aby venkovským chlapcům umožnil získat odpovídající vzdělání (na Církevním gymnáziu v Melku) a mohli být přijati do kláštera, založil v letech 1914/15 Juvenat (chlapecký seminář), jehož činnost pokračovala i v době po druhé světové válce. Opatu Johnovi se v roce 1915 také podařilo získatklášter Gaming.
Extrémně těžké finanční poměry poválečného a meziválečného období - způsobené inflací, nedostatkem příjmů v městských činžovních domech a ztrátou některého majetku - jej donutily k razantním opatřením. Ve 20. letech 20. století například musel být prodán originál Gutenbergovy bible na financování vodovodu. Bible se dnes nachází v Beineckově knihovně vzácných knih a rukopisů na Yaleově univerzitě v New Haven v Connecticutu. 
Od 16. září 1912 do 8. ledna 1915 byl poslancem zemského sněmu Dolního Rakouska za tamní velkostatky. Byl také členem dolnorakouské státní kulturní rady (i po roce 1918). 
Opat Amandus John zemřel v Melku v roce 1942 a jeho nástupcem se stal Maurus Höfenmayer.

## Odkaz
24. února 1958 po něm byla v Melku pojmenována ulice Abt-Amand-John-Strasse.